# Nederename
Nederename is een dorp in de Belgische provincie Oost-Vlaanderen en een deelgemeente van Oudenaarde, het was een zelfstandige gemeente tot aan de gemeentelijke herindeling van 1965.
Nederename ligt in de Vlaamse Ardennen, aan de rechteroever van de Schelde, tegenover Heurne en Eine.

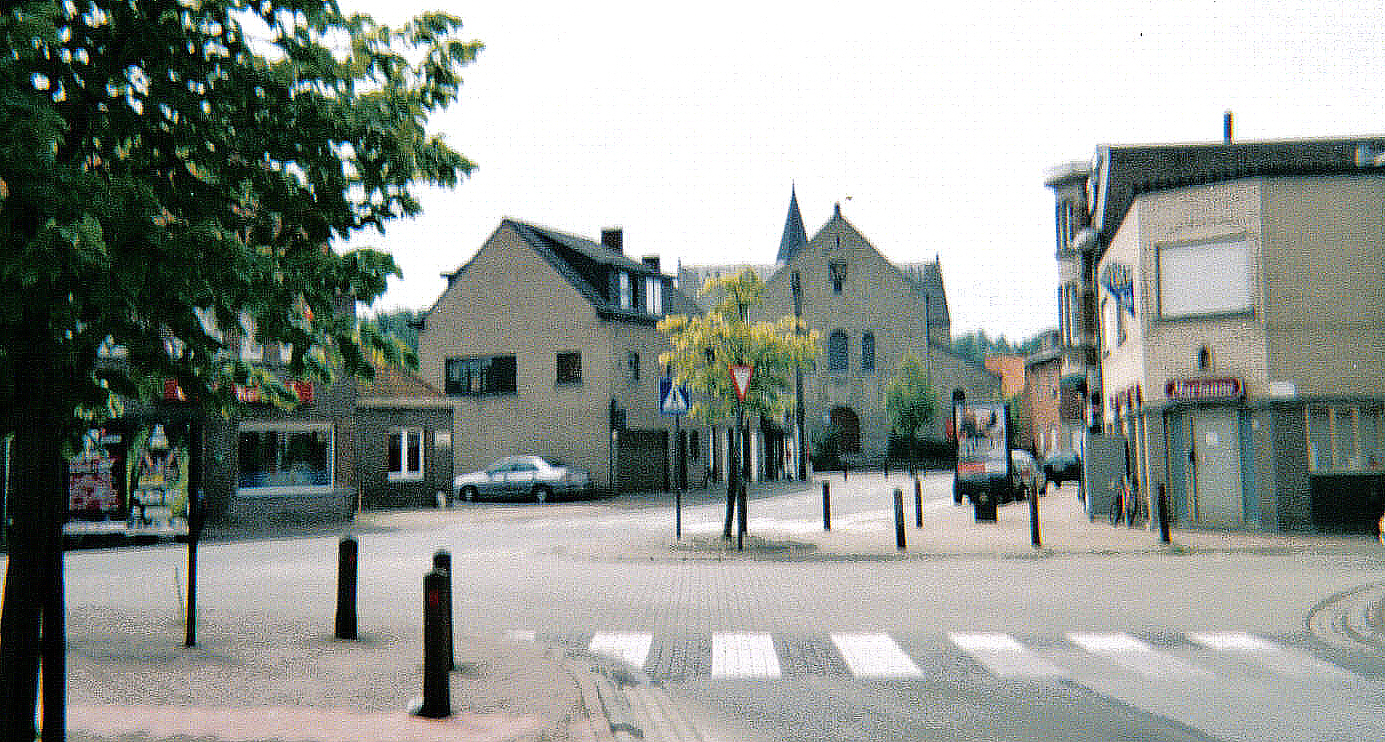
Dorpsplein met de Sint-Vedastuskerk

## Geschiedenis
Historisch gezien is Nederename, zoals de naam suggereert, verbonden met Ename. Ename is een dorp dat in de middeleeuwen belangrijker was dan Oudenaarde, dat op de andere oever van de rivier lag. In de 9e eeuw sprak men van Nederename en Opperename. Het domein Einham stond onder het patronaat van de Enaamse Sint-Salvatorabdij en omvatte deze twee kernen. In Nederename bevindt zich een van de oudste romaanse kerken van Vlaanderen, de Sint-Vedastuskerk. In de vroege twintigste eeuw werd deze kerk echter drastisch omgebouwd. Aangezien ze de oudste op het domein was, fungeerde ze als hoofdkerk voor beide Enames. De naam Opperename is echter niet meer in gebruik.
Vanouds bevonden zich hier linnenwevers, spinners en boeren. Tijdens de 19e eeuw was de mandenvlechterij van betekenis. Al snel kwamen er textielfabrieken en een steenbakkerij.
Niettegenstaande het huidige relatief grote bevolkingsaantal, is Nederename altijd landelijk en demografisch verspreid gebleven. Onmiddellijk naast de Schelde bevinden zich voorraden leem en klei. De voornaamste nijverheid bestond dan ook uit steenbakkerij. Door de nabijheid van Zingem is men geleidelijk aan ook manden gaan weven. Tot op heden wordt in het dorp steen gebakken; de ontginningsputten langs de rivier werden grotendeels tot recreatieve visvijvers getransformeerd.
Van 14 december 1868 tot 3 juni 1984 was er in Ename een treinstation, op de grens met Ename.

## Bezienswaardigheden
- De Sint-Vedastuskerk

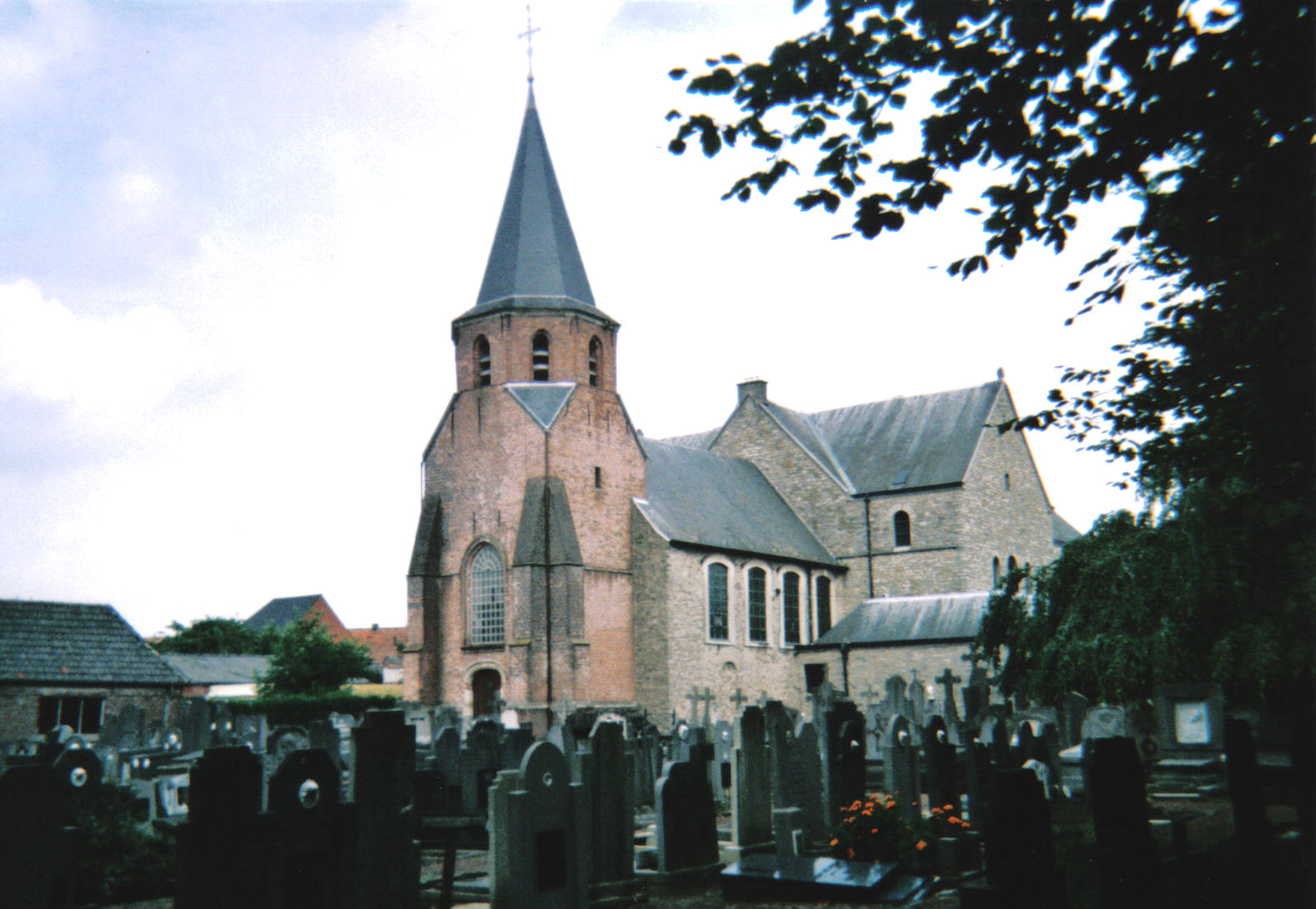
Sint-Vedastuskerk

- De Ohiobrug verbindt Nederename met de tegenoverliggende Schelde-oever. Deze brug werd door de Amerikaanse staat Ohio gebouwd, nadat de plek als oversteekplaats voor de geallieerde soldaten was gebruikt tijdens de Eerste Wereldoorlog. Later diende de brug, na verwoesting in de Tweede Wereldoorlog, heropgebouwd te worden. Aan weerszijden ervan staan twee gebeeldhouwde Amerikaanse bizons met een gedenkplaatje.

## Natuur en landschap
Nederename ligt aan de Schelde op een hoogte van ongeveer 10 meter.

## Demografische ontwikkeling
- Bronnen:NIS, Opm:1831 tot en met 1961=volkstellingen

## Sport
Voetbalclub KFC Nederename speelt in de provinciale reeksen van de Belgische Voetbalbond.

## Nabijgelegen kernen
Eine, Welden, Ename